# Valdes Island
Die Insel Valdes Island gehört zum südlichen Teil der Gulf Islands in der kanadischen Provinz British Columbia und liegt zwischen dem Festland und Vancouver Island.
Die Insel in der Straße von Georgia ist maximal 16 Kilometer lang und höchstens 2 Kilometer breit. Der höchste Punkt der Insel ist der Mexicana Hill mit einer Höhe von 212 Metern. Dabei ist die Insel mit weiteren kleineren Bergen, die eine Höhe zwischen 100 und 140 Metern erreichen, überzogen.
Vom westlich gelegenen Vancouver Island wird die Insel durch vier kleinere Inseln getrennt. Die nördliche Nachbarinsel ist Gabriola Island, während die südliche Galiano Island ist. Im Südwesten liegt Thetis Island.
Die Insel gehört zum Cowichan Valley Regional District. Eine richtige Ortschaft oder einen Schwerpunkt der Besiedlung gibt es auf der Insel nicht. Die wenigen festen Bewohner leben in einzeln stehende Häusern. Kleinere Ansammlungen von Häusern finden sich an der Nordküste und in den Reservaten der Lyackson, hauptsächlich am Shingle Point an der Westküste.

## Geschichte
Benannt wurde die Insel nach dem spanischen Seefahrer Cayetano Valdés y Flores, der diese Gewässer mit der Expedition von 1791 unter Alessandro Malaspina di Mulazzo und der von 1792 unter Dionisio Alcalá Galiano besegelte. Der Name wurde der Insel jedoch erst 1859 vom englischen Seefahrer und Hydrograph George Henry Richards gegeben.
Vor dem Eintreffen der ersten europäischen Entdecker und Siedler war die Insel jedoch bereits von First Nations, überwiegend vom Stamm der Lyackson besiedelt. Auf der Insel wurden über 60 archäologische Fundstellen nachgewiesen. Eine Besiedlung der Insel gilt für mehr als 1000 Jahre als nachgewiesen.

## Verkehr
Valdes Island ist nicht regulär mit Fähren zu erreichen. Einen offiziellen Wasserflugplatz gibt es auf bzw. um die Insel ebenfalls nicht, jedoch ist eine entsprechende Landung trotzdem möglich. Die Insel verfügt weiterhin auch über kein Straßennetz.

## Parks
Auf der Insel findet sich ein Provincial Park, der Wakes Cove Provincial Park. Dieser Park, im Norden der Insel, kann nur auf dem Wasserweg erreicht werden.